# Río Pariamanú
Der Río Pariamanú ist ein etwa 280 km langer rechter Nebenfluss des Río Las Piedras in der Region Madre de Dios in Südost-Peru.

## Flusslauf
Der Río Pariamanú entspringt im zentralen Süden des Distrikts Tambopata auf einer Höhe von etwa 420 m. Er fließt in überwiegend ostsüdöstlicher Richtung durch das Amazonastiefland und mündet schließlich 20 km nordnordwestlich der Regionshauptstadt Puerto Maldonado in den Río Las Piedras, 21 km oberhalb dessen Mündung in den Río Madre de Dios. Die Mündung liegt auf einer Höhe von etwa 193 m. Nahe der Mündung befindet sich die Ortschaft Boca Pariamanu. Der Río Pariamanú weist entlang seines gesamten Flusslaufs zahlreiche Flussschlingen auf.

## Einzugsgebiet
Der Río Pariamanú entwässert ein Areal von etwa 4160 km². Das Einzugsgebiet grenzt im Süden an das des oberstrom gelegenen Rìo Madre de Dios, im Südwesten an das dessen linken Nebenflusses Río Los Amigos, im Nordwesten an das des Río Cariyacu sowie im Norden und im Nordosten an das des oberstrom gelegenen Río Las Piedras.

## Ökologie
Das Quellgebiet des Río Pariamanú liegt innerhalb der Reserva Territorial Madre de Dios. Das weitgehend unbewohnte Einzugsgebiet besteht aus tropischen Regenwäldern.